# Laura Santullo
Laura Santullo (Montevideo, 1970) és una escriptora, guionista i actriu uruguaiana que resideix entre l'Uruguai i Mèxic.

## Ressenya biogràfica
Reconeguda internacionalment pel seu treball com a guionista, Laura Santullo conforma equip de treball amb el director de cinema Rodrigo Plá, qui a més és la seva parella. Tots dos són pares de dos fills Martín i Lucas.
La zona, La demora i Un monstruo de mil cabezas són adaptacions cinematogràfiques de relats escrits per ella mateixa.

## Obres
És guionista dels llargmetratges:
- La zona (2007)
- 30-30, curtmetratge que forma part del projecte de llargmetratge Revolución (2010)
- La demora (2012)
- Desierto abierto (2008), en col·laboració con Rodrigo Plá
- Un monstruo de mil cabezas (2015), en col·laboració con Rodrigo Plá

Té quatre llibres publicats:
- El otro lado, llibre de narracions (Fundación Rulfo y Banda Oriental a Uruguai, 2004)
- Un globo de Cantoya, conte per nens (Criatura Editora, 2012)
- Un monstruo de mil cabezas (Estuario a Uruguai i Planeta a Mèxic, 2013)
- El año de los secretos, novel·la infantil (Edelvives, 2013)

## Reconeixements
Com a guionista, ha rebut diversos reconeixements pel seu treball, entre ells dos Arieles (Academia de Artes y Ciencias Cinematográficas de la Argentina), el Mayahuel al Festival de Guadalajara, el premi a millor guió en el 13th Athens International Film Festival i en el Festival de Cinema de Lima. Va ser nominada pel Goya al millor guió adaptat a l'edició del 2007.
Com a escriptora, va rebre una menció honorífica en el Premi Anual de Literatura del MEC 2007 pel llibre de relats “El otro lado”.